# 雪ノREN
雪ノREN（ゆきのれん、1987年12月20日 - ）は、日本の女性歌手。
千葉県出身。同人音楽サークル「TinyPeace!」のボーカリスト。ニコニコ動画ではNina名義で活動。コミケなど即売会イベントはサークル名義で、本人は売り子を担当。好きな歌手に、栗林みな実、新谷良子などを挙げている。

## 参加ユニット
- TinyPeace!

自身の同人活動サークル。
- DAISY DRIVE（旧DaisyRock）

代表として活動していた同人サークル。10月27日解散。

## 来歴
- 2008年
  - 7月 音楽プロジェクト「Guild Noah」に、活動名義レンで加入。
  - 8月 DTMマガジン8月号銀賞受賞 (Guild Noah)。
  - 10月 DTMマガジン10月号金賞受賞 (Guild Noah)。
- 2009年
  - 9月 活動名義を雪のレンから雪ノRENに改名。
  - 9月23日 ニコニコ動画に動画の投稿を始める。動画名義は「Nina」。
- 2010年
  - 7月29日 KONAMI「jubeat knit」にdj TAKA（石川貴之）feat.REN として「love (ハート）km」で参加。
  - 8月14日　コミックマーケット78に、1stシングル「Hello!」で参加。
- 2011年
  - 2月6日　サンシャインクリエイション50に、2ndシングル「パラレル☆シンフォニー」で参加。
  - 2月13日 COMITIA95に参加。
  - 03月13日 第８回博麗神社例大祭でサークル QUINTETにゲストボーカル参加。
  - 3月 KONAMI「beatmania IIDX  18 Resort AnthemにTAKA（石川貴之）feat.REN　「love（ハート）km」移植。
  - 5月1日　M3 (同人)-2011春に、3rdシングル「ピース！」で参加。サークル Reg;にゲストボーカル参加。
  - 8月13日　コミックマーケット80に1stミニアルバム「secret place」で参加。 サークルnon colorの18禁同人ゲーム「わーすとコンタクト ～死神彼女と宇宙人～」に主題歌を提供。(朝倉紫亜名義参加)
  - 8月21日　COMITIA97に参加。
  - 10月30日　M3 (同人)-2011秋に、4thシングル「Yell!」で参加。
  - 12月31日　コミックマーケット81に、5thシングル「虹色カナタ」で参加。
- 2012年
  - 4月4日 KONAMI「GuitarFreaksXG3＆DrumManiaXG3」にTatsh（清水達也）feat.REN として「流星☆JUMP」で参加。
  - 4月30日　M3 (同人)-2012春に、6thシングル「Myself star」で参加。
  - 8月11日 コミックマーケット82 二日目に、7thシングル「Shining Splash」で参加。
  - 9月2日 COMITIA101に参加。
  - 10月28日 M3 (同人)-2012秋に、8thシングル「Dear Melody」で参加。
- 2013年
  - サークル名義をDaisyRockからDAISY DRIVEに改名。
  - 3月27日 KONAMI「GITADORA」にTatsh（清水達也）feat.REN として「Like＆Love」で参加。
  - 4月29日 M3（同人)-2013春に、改名後、通算2枚目のミニアルバム「Go-On!」で参加。
  - 5月31日 HARU❀KAZEから発売のアダルトゲームである「らぶおぶ恋愛皇帝 of LOVE!」のオープニングテーマ・挿入歌を担当（雪ノREN名義）。
  - 8月12日 コミックマーケット84 三日目に、9thシングル「Revival」で参加。
  - 10月27日 M3 (同人)-2013秋に、10thシングル「Sweet time!」で参加。これを最後にユニットを解散。

## 参加作品

### ゲーム
- 「love♥km」- 音楽ゲーム『jubeat knit』『beatmania IIDX18 Resort Anthem』
- 「流星☆JUMP!」- 音楽ゲーム『GuitarFreaksXG3＆DrumManiaXG3』
- 「like&love」- 音楽ゲーム『GITADORA』
- 「片想い皇帝」- PCゲーム『らぶおぶ恋愛皇帝 of LOVE!』オープニングテーマ
- 「WOLF」- PCゲーム『らぶおぶ恋愛皇帝 of LOVE!』挿入歌
- 「Re:Start!」 - PCゲーム『ノラと皇女と野良猫ハート』挿入歌
- 「Brave Guardian」 - PCゲーム『ノラと皇女と野良猫ハート』挿入歌

### CD

#### 商業作品
- jubeat knit ORIGINAL SOUNDTRACK（2010年9月22日、KONAMI）

love♥km（dj TAKA feat.REN 名義）
- GuitarFreaksXG3 & DrumManiaXG3 Original Soundtrack 1st season（2012年3月21日、KONAMI）

流星☆JUMP!（Tatsh feat.REN 名義）
- GITADORA Original Soundtrack 1st season（2013年3月27日、KONAMI）

Like&Love（Tatsh feat.REN 名義）
- 雪ノREN×HARU❀KAZE ボーカルCD（2015年12月29日、HARUKAZE）
- らぶおぶ恋愛皇帝 of LOVE!　オリジナルサウンドトラック（2016年5月1日、HARUKAZE）
- ノラと皇女と野良猫ハート　オリジナルサウンドトラック『Open Heart』（2016年5月1日、HARUKAZE）

#### 同人作品（自主制作）
- Hello！（2010年8月14日、DaisyRock）
- パラレル☆シンフォニー（2011年2月6日、DaisyRock）
- ピース！（2011年5月1日、DaisyRock）
- secret place（2011年8月13日、DaisyRock）
- Yell！（2011年10月30日、DaisyRock）
- 虹色カナタ（2011年12月31日、DaisyRock）
- Myself star（2012年4月30日、DaisyRock）
- Shining Splash（2012年8月11日、DaisyRock）
- Dear Melody（2012年10月28日、DaisyRock）
- GO-ON!（2013年4月29日、DAISY DRIVE）
- Revival（2013年8月12日、DAISY DRIVE）
- Sweet time!（2013年10月27日、DAISY DRIVE）
- Re:Start!（2014年4月27日、TinyPeace!）
- MIDNIGHT PHANTOM（2015年4月27日、TinyPeace!）
- Love letter（2015年10月25日、TinyPeace!）
- Colorless World（2016年10月30日、TinyPeace!）[1]
- Like to shine!（2017年7月29日、TinyPeace!）[2]
- カラフリング（2017年7月29日、TinyPeace!）[3]
- Candy☆Glitter -magical power-（2018年4月29日、TinyPeace!）[4]
- カラフルウィズ（2018年10月28日、TinyPeace!）[5]

#### 同人作品（ゲスト参加）
Future Vocal Anthems vol.5（2011年5月1日、Reg;）
- Kimi No Koe ft.Yukino REN -Original Hardcore Mix-

歌：雪ノREN
FAREWELL（2011年5月8日、QUINTET）
- Star River

歌：雪ノREN、作曲：Solaris(Virgin Noize)
ST☆RLIGHT STAGE（2013年8月12日、Animalia）
- ST☆RLIGHT STAGE

歌：雪ノREN＆なゆな、作曲：烏山
- Come Come Rainbow☆ミ

歌：雪ノREN＆なゆな、作曲：烏山
Tick∞Tuck（2014年4月27日、SiesteCat）
- 走る君の背を追いかけて

歌：雪ノREN、作曲・作詞：ミナグ
- Eve

歌：雪ノREN、作曲・作詞：とーま、ギター：projectRAS
SIESTE（2018年4月29日、SiesteCat）
- ユキノツグ

歌：雪ノREN、作曲・作詞：とーま、ギター・ベース：ino.
どるちぇとるて（2019年4月28日、SiesteCat）
- ドロップ

歌：雪ノREN、作曲：ひと、作詞：ふうにゃん